# Helga Zöllner

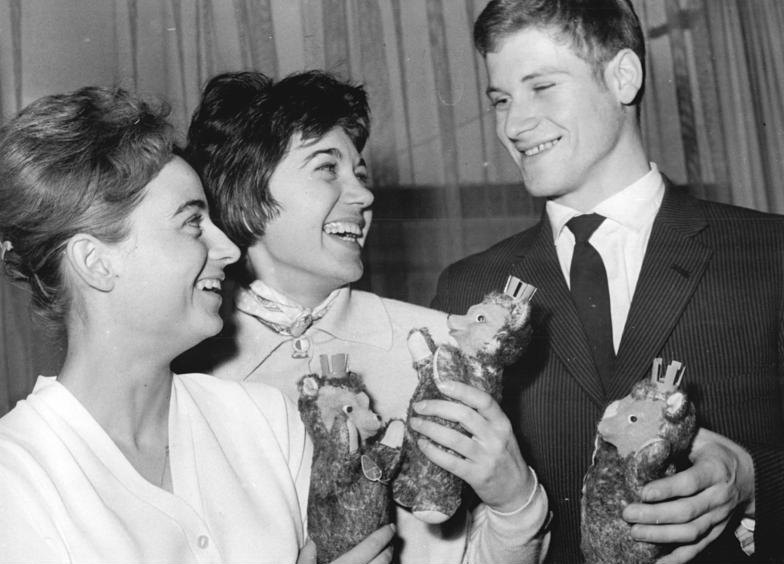
Nana Vosatkova, Helga Zöllner und Peter Göbel 1961 in Berlin

Helga Zöllner (* 11. Mai 1941 in Budapest; † 10. September 1983 ebenda) war eine ungarische Eiskunstläuferin.
Zwischen 1957 und 1962 wurde Zöllner sechsmal in Folge Ungarische Eiskunstlaufmeisterin. In dieser Zeit nahm sie auch regelmäßig an den Europameisterschaften teil, bei denen sie sich jedoch nie unter den besten zehn Sportlerinnen platzieren konnte. Bei ihrem einzigen Start bei einer Weltmeisterschaft im Jahr 1962 belegte sie in Prag den 19. Rang unter 21 Läuferinnen.

## Ergebnisse
| Wettbewerb / Jahr          | 1957 | 1958 | 1959 | 1960 | 1961 | 1962 |
| -------------------------- | ---- | ---- | ---- | ---- | ---- | ---- |
| Weltmeisterschaften        |      |      |      |      |      | 19.  |
| Europameisterschaften      | 18.  | 19.  | 20.  | 18.  | 18.  | 13.  |
| Ungarische Meisterschaften | 1.   | 1.   | 1.   | 1.   | 1.   | 1.   |